# Comment nous avons volé la bombe atomique
Pour plus de détails, voir Fiche technique et Distribution.
Comment nous avons volé la bombe atomique (Come rubammo la bomba atomica) est un film italien de Lucio Fulci sorti en 1967. Le sujet s'inspire librement de l'accident nucléaire de Palomares de 1966.

## Synopsis
un pêcheur remarque le crash d'un avion sur la Méditerranée.

## Fiche technique
Sauf indication contraire, les informations mentionnées dans cette section peuvent être confirmées par la base de données cinématographiques IMDb,  présente dans la section « Liens externes ».
- Titre français : Comment nous avons volé la bombe atomique[1]
- Titre original : Come rubammo la bomba atomica
- Réalisation : Lucio Fulci
- Scénario : Roberto Gianviti (it), Sandro Continenza, Amedeo Sollazzo (it)
- Musique : Lallo Gori
- Pays de production :  Italie
- Langue de tournage : italien
- Format : Couleurs
- Genre : Comédie d'espionnage
- Durée : 98 minutes
- Dates de sortie :
  - Italie : 3 février 1967
  - France : 16 octobre 1968[1]

## Distribution
- Franco Franchi :  Franco
- Ciccio Ingrassia :  Ciccio, numéro 87 de Spectrales
- Julie Menard :  Cinzia
- Eugenia Litrel : Modesty Bluff
- Youssef Wahby : docteur Yes
- Adel Adham : James Bomb
- Bonvi : Derek Flit
- Gianfranco Morici : assistant du Dr. Yes
- Enzo Andronico : le numéro 1221 de Spectrales
- Lucio Fulci : Pasqualino, numéro 1 de Spectrales[incompréhensible]